# GSC7657-2562
GSC7657-2562 — хімічно пекулярна зоря спектрального класу A0, що має видиму зоряну величину в смузі V приблизно  8,7.

## Пекулярний хімічний склад
Зоряна атмосфера GSC7657-2562 має підвищений вміст 
Si
.